# Peso
A peso nyolc ország jelenlegi fizetőeszközének elnevezése és történelmi spanyol fizetőeszköz. A régi spanyol pénzrendszerben a 8 reál értékű nagyméretű ezüstpénzt nevezték pesónak („súly”). Az ezüstpesót 1497-ben verték először; a 16–19. században a világ egyik legfontosabb és legelismertebb fizetőeszközének (igazi világpénznek) számított: a spanyol gyarmatok pénzverdéi (Lima, Mexikóváros) milliószámra ontották a 8 reálosokat. A 27 gramm súlyú, 92%-os tisztaságú ezüstből készült 8 reálos az amerikai dollárnak is mintául szolgált (a dollárjel szimbóluma is a peso rövidítéséből ered – a két függőleges vonal az érméken ábrázolt Herkules oszlopaira utal, az S pedig a többes szám jele).
Ma az alábbi fizetőeszközök viselik a peso nevet:
- Argentin peso (ARS)
- Chilei peso (CLP)
- Dominikai peso (DOP)
- Fülöp-szigeteki peso (PHP)
- Kolumbiai peso (COP)
- Kubai peso (CUP, CUC)
- Mexikói peso (MXN)
- Uruguayi peso (UYU)

Korábban számos más országban is használták a pesót:
- Bissau-guineai peso (1975–1997)
- Bolíviai peso (1963–1987)
- Costa Rica-i peso (1850–1896)
- Ecuadori peso (1871–1884)
- El Salvador-i peso (1889–1919)
- Guatemalai peso (1859–1925)
- Hondurasi peso (1871–1931)
- Nicaraguai peso (1878–1912)
- Paraguayi peso (1856–1944)
- Venezuelai peso (1843–1874)